# Escola de Paris
A Escola de Paris (École de Paris, em francês) refere-se a dois distintos grupos de artistas: um de iluminadores medievais e o outro de artistas não-franceses que trabalhavam em Paris antes da Primeira Guerra Mundial. Também se refere a outro grupo de artistas que trabalhou na cidade entre as duas guerras.

## Iluminadores medievais
A Escola de Paris se refere a muitos iluminadores, cujas identidades são na maioria desconhecidas, que fizeram de Paris um grande centro de produção de iluminuras nos períodos da arte românica e do período gótico, e até mesmo na Renascença. Os mais famosos artistas desse período são Jean Pucelle, Jean Fouquet e os Irmãos Limbourg, que eram originariamente dos Países Baixos. A grande maioria dos pintores da época eram mulheres.

## Moderna Escola de Paris
A Escola de Paris descreve a importância de Paris nas primeiras décadas do século XX. Entre esses artistas estão Pablo Picasso, Marc Chagall, Amedeo Modigliani, Piet Mondrian e franceses como Pierre Bonnard e Henri Matisse.
Outros como Jean Arp, Robert Delaunay, Sonia Delaunay, Joan Miró, Constantin Brancusi, Raoul Dufy, René Iché, Tsuguharu Foujita, Maurice Utrillo e Chaim Soutine, trabalharam em Paris no período entre-guerras.
Após a Segunda Guerra, a Escola de Paris começou a referir-se aos artistas do Tachismo ou COBRA ou abstração lírica: Jean Dubuffet, Pierre Soulages, Fahrelnissa Zeid, Nicolas de Staël, Jean-Michel Coulon, Serge Poliakoff e Georges Mathieu.

## Escola Judaica de Paris

### França
Artistas de origem judaica tiveram uma influência marcante na École de Paris. Paris, a capital do mundo da arte, atraiu artistas judeus do Leste Europeu, muitos deles fugindo de perseguições, discriminação e pogroms. Muitos desses artistas se estabeleceram em Montparnasse. Vários pintores judeus foram notáveis no movimento; estes incluem Marc Chagall e Jules Pascin, os expressionistas Chaïm Soutine e Isaac Frenkel Frenel, assim como Amedeo Modigliani e Abraham Mintchine. Muitos artistas judeus eram conhecidos por retratar temas judaicos em seus trabalhos, e algumas pinturas de artistas eram impregnadas de tons emocionais intensos. Frenkel descreveu os artistas como "membros da minoria caracterizada por inquietação, cujo expressionismo é, portanto, extremo em seu emocionalismo".
O termo "l'École de Paris", cunhado pelo crítico de arte André Warnod em 1925 na revista Comœdia, foi destinado por Warnod a negar atitudes xenófobas em relação aos artistas estrangeiros, muitos dos quais eram judeus do Leste Europeu.[21] Louis Vauxcelles escreveu várias monografias para o editor Le Triangle, um crítico prolífico de pintores judeus. Em uma monografia de 1931, para Marek Szwarc, ele escreveu: "... como uma nuvem de gafanhotos, uma invasão de coloristas judeus caiu sobre Paris - sobre o Paris de Montparnasse. As causas deste êxodo: a revolução russa, e tudo o que ela trouxe consigo de miséria, pogroms, exações, perseguições; os jovens artistas desafortunados se refugiam aqui, atraídos pela influência da arte francesa contemporânea. (…) Eles constituirão [um elemento de] o que o jovem crítico chamará de Escola de Paris. Muitos talentos devem ser considerados nesta multidão de metèques."
Após a ocupação nazista da França, vários artistas judeus proeminentes morreram durante o Holocausto,levando ao declínio da Escola Judaica de Paris. Outros conseguiram deixar ou fugir da Europa, principalmente para Israel ou os Estados Unidos.

### Israel
A arte israelense foi dominada pela arte inspirada na École de Paris entre as décadas de 1920 e 1940, com a arte francesa continuando a influenciar fortemente a arte israelense nas décadas seguintes. Esse fenômeno começou com o retorno de Isaac Frenkel Frenel da École de Paris à Palestina Mandatória em 1925 e sua abertura do Estúdio de Arte da Histadrut. Seus alunos foram incentivados a continuar seus estudos em Paris, e ao retornarem a Israel pré-independência, amplificaram a influência dos artistas judeus da Escola de Paris que encontraram.
Esses artistas, centrados em Montparnasse em Paris e em Tel Aviv e Safed em Israel, tendiam a retratar a humanidade e a emoção evocada por meio da expressão facial humana. Além disso, caracteristicamente do Expressionismo Judaico parisiense, a arte era dramática e até trágica, talvez em conexão com o sofrimento da alma judaica. Durante a década de 1930, vários desses pintores pintariam cenas em Israel em um estilo impressionista e uma luz parisiense, mais cinza e mais suave em comparação com o poderoso sol do Mediterrâneo.